# Давид Раја
Давид Раја Мартин (шп. David Raya Martín; Барселона, 15. септембар 1995) је шпански фудбалер који тренутно наступа за Арсенал. Игра на позицији голмана.

## Успеси
Шпанија
- Европско првенство (1):  2024.[3]
- Лига нација (1) :  2022/23,[4]

Појединачни
- Најбољи голман Чемпионшипа: 2019/20.[5]
- Најбољи голман Премијер лиге: 2023/24.[6]